# 이영미 (편집자)
이영미(李英美, 1977년~)는 일본의 영화 편집자이다.
1977년 아이치현에서 태어났으며, 호세이 대학 문학부를 나온 후 일본영화대학에서 편집 기술을 배웠다.